# اس‌ام‌اس فرانکفورت
اس‌ام‌اس فرانکفورت (به انگلیسی: SMS Frankfurt) یک کشتی بود که طول آن ۱۴۵٫۳ متر (۴۷۷ فوت) بود. این کشتی در سال ۱۹۱۵ ساخته شد.